# Kensington Lock
Kensington Lock (inne nazwy to K-Slot lub Kensington Security Slot) - gniazdo pozwalające na mocowanie linki zwanej MicroSaver® zabezpieczającej cenny sprzęt przed kradzieżą. Zaprojektowane i opatentowane przez Kensington Technology Group. Standard przemysłowy stosowany w laptopach, najnowszych komputerach stacjonarnych, monitorach LCD oraz w większości sprzętu biurowego, np. w projektorach.
Stalowa linka zazwyczaj zabezpieczona jest kłódką z szyfrem lub kluczem. Gniazdo typu Kensington możemy rozpoznać po ikonie z literką "K" lub symbolem łańcucha.

## Galeria

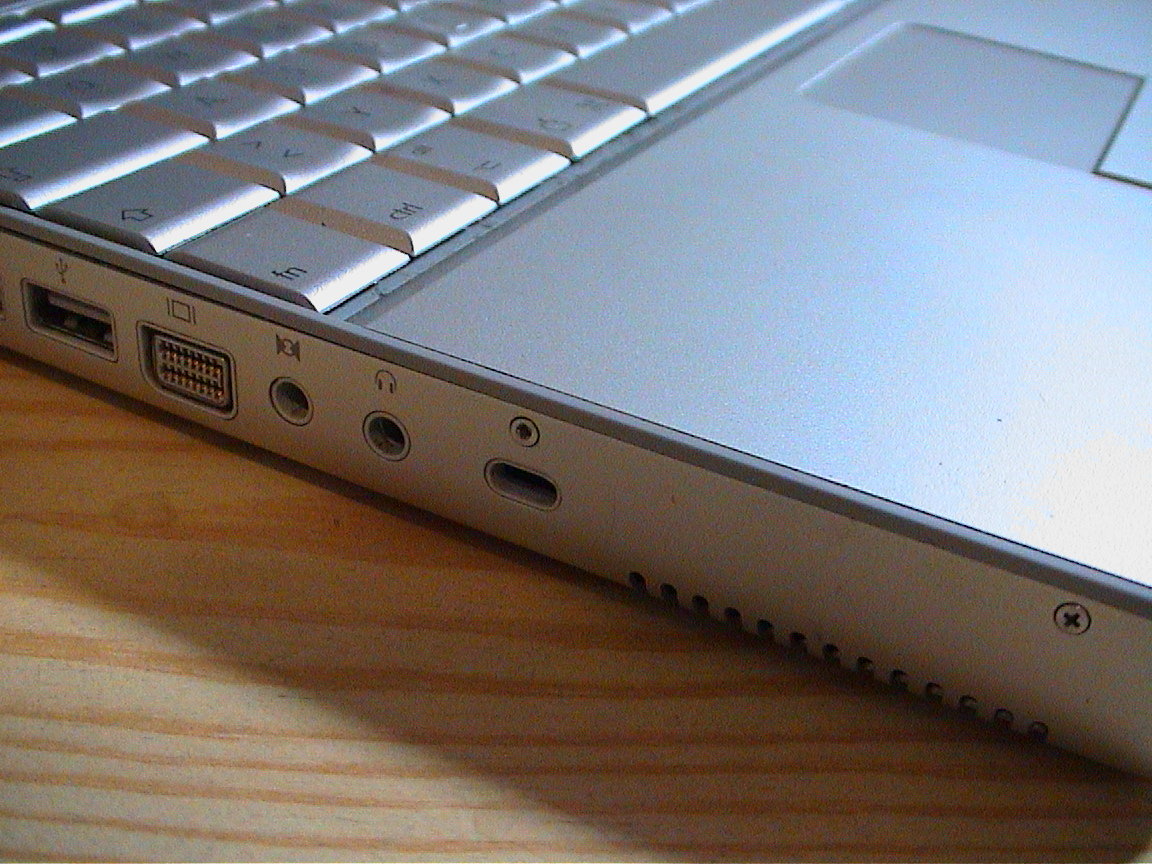
gniazdo
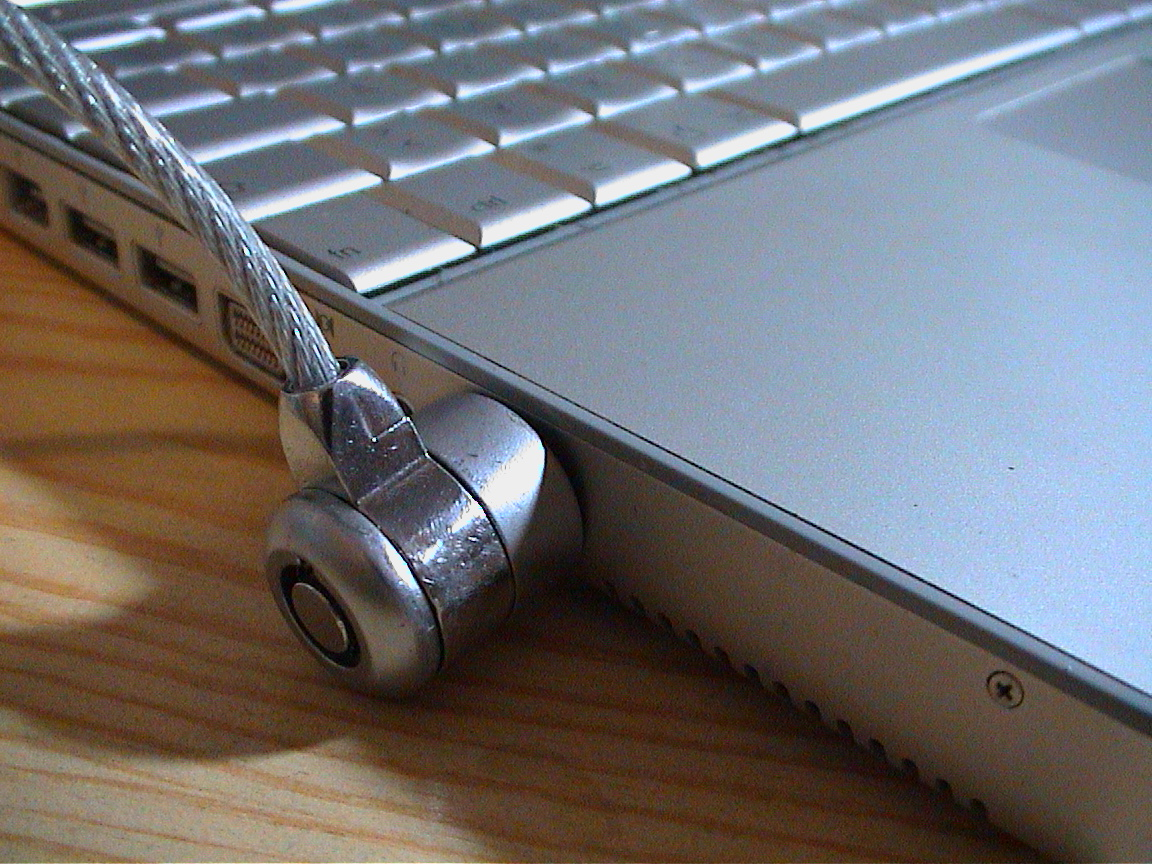
zabezpieczony laptop
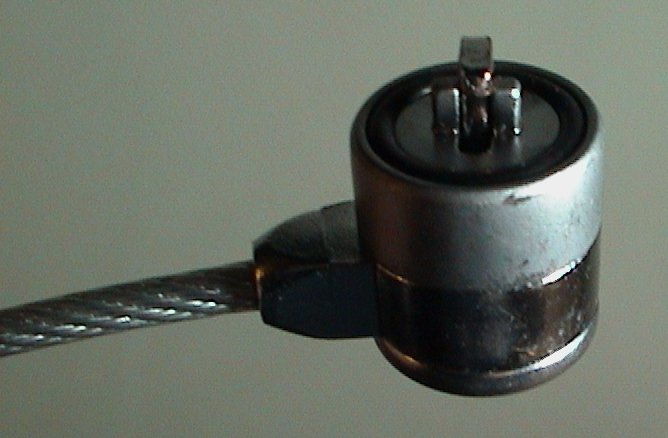
zamek